# Реоэнцефалография
Реоэнцефалогра́фия (РЭГ) (др.-греч. ῥέος — «течение» + ἐγκέφαλος — «головной мозг» + γράφω — «пишу, изображаю») — реографический метод исследования сосудистой системы головного мозга, основанный на записи изменяющейся величины электрического сопротивления тканей при пропускании через них слабого электрического тока высокой частоты. Это неинвазивный метод исследования.
Реоэнцефалографическое исследование не позволяет получать объективную информацию о тонусе, эластичности стенки и реактивности сосудов мозга, периферическом сосудистом сопротивлении, величине пульсового кровенаполнения. Достоинства метода — его относительная простота, возможность проведения исследований практически в любых условиях и в течение длительного времени, получение раздельной информации о состоянии артериальной и венозной систем мозга и о внутримозговых сосудах различного диаметра. Данный устаревший метод в настоящее время не используется врачами для интерпретации и получения объективных данных о состоянии сосудистой системы головного мозга.

## Методика
Приборы для записи реоэнцефалограммы — реографы — имеют 2—6 и более каналов и позволяют одновременно записывать реоэнцефалограммы (РЭГ) соответствующего числа сосудистых областей. РЭГ регистрируют путём наложения электродов на поверхность головы. Обычно используют круглые металлические электроды диаметром 5—30 мм (в основном 10-20 мм), укрепляемые на голове с помощью резиновых лент. Для лучшего контакта с кожей и уменьшения её сопротивления применяют специальные пасты. При наложении электродов на переносье и сосцевидный отросток регистрируют в основном состояние сосудов бассейна внутренней сонной артерии соответствующей стороны головы. Для исследования бассейна позвоночных артерий оптимальным является отведение, при котором один электрод устанавливается на сосцевидный отросток, второй — в области большого затылочного отверстия. Информацию о состоянии гемодинамики в бассейне наружной сонной артерии получают, укрепляя электроды по ходу височной артерии, спереди от слухового прохода и у наружного края надбровной дуги.
При анализе РЭГ учитывают их форму и используют цифровые параметры, позволяющие объективно оценивать состояние сосудов. При этом принимают во внимание особенности РЭГ, зависящие от возраста больных. При исследованиях применяют специальные функциональные пробы, которые дают возможность разграничить функциональные и органические изменения. Наиболее часто используют пробу нитроглицерином (в малых дозах, сублингвально), повороты головы, изменения положения тела. Остро возникающие сдвиги артериального давления отражаются на реоэнцефалограмме изменением тонуса и даже уровня пульсового кровенаполнения, что также необходимо учитывать при анализе кривых.

## Применение
Характерные изменения РЭГ наблюдаются при внутричерепной гипертензии; они отражают соответствующие венозные и ликвородинамические нарушения. Обычно трудно поддающаяся объективизации сосудистая дистония проявляется на РЭГ картиной неустойчивого, меняющегося в течение короткого периода времени сосудистого тонуса. Полезную информацию удается получить с помощью РЭГ при острых и хронических сосудистых поражениях — нарушении проходимости магистральных сосудов, острых нарушениях мозгового кровообращения и их последствиях, вертебробазилярной недостаточности. Важной является возможность использования РЭГ для оценки коллатерального кровоснабжения. Наиболее часто метод используется для распознавания атеросклероза мозговых сосудов и оценки степени его выраженности. Важные данные исследование дает при острой черепно-мозговой травме, в частности для выявления субдуральной гематомы, при мигрени, для контроля эффективности проводимого лечения, объективизации действия лекарственных веществ, особенно вазотропного характера, и др. Перспективным является использование полиреографии (многоканальной реографии), расширяющей диагностические возможности метода и позволяющей изучить компенсаторно-приспособительные механизмы реакций при различных острых состояниях…